# Piper PA-7
El Piper PA-7 Skycoupe fue un avión ligero biplaza estadounidense de la década de 1940 diseñado y construido por Piper Aircraft en Lock Haven.

## Diseño y desarrollo
Hacia finales de 1944, Piper anunció una serie de aviones que pensaba construir después de la guerra. Uno de ellos fue el PWA-1 Skycoupe (Post War Airplane 1, Avión de Posguerra 1). En 1943 se construyó un prototipo: era un monoplano en voladizo de ala baja, de dos asientos, uno al lado del otro, con un fuselaje de dos botalones y un tren de aterrizaje triciclo. Poseía un motor Franklin 4ACG-199-H3 que movía una hélice propulsora. En 1945 fue redesignado como PA-7 Skycoupe, pero no se construyeron más ejemplares.

## Especificaciones (PA-7)
Referencia datos: aviastar

### Características generales
- Tripulación: Uno (piloto)
- Capacidad: Un pasajero
- Longitud: 7 m (22,9 ft)
- Envergadura: 9,1 m (30 ft)
- Altura: 2,1 m (7 ft)
- Superficie alar: 16,4 m² (176,9 ft²)
- Peso vacío: 346 kg (762,6 lb)
- Peso cargado: 724 kg (1595,7 lb)
- Peso máximo al despegue: 764 kg (1683,9 lb)
- Planta motriz: 1× motor bóxer de 4 cilindros refrigerado por aire Franklin 4ACG-199-H3.
  - Potencia: 84 kW (116 HP; 114 CV)
- Hélices: Bipala de paso fijo

### Rendimiento
- Velocidad máxima operativa (Vno): 177 km/h (110 MPH; 96 kt)
- Alcance: 856 km (462 nmi; 532 mi)
- Techo de vuelo: 4120 m (13 517 ft)

## Aeronaves relacionadas

### Secuencias de designación
- Secuencia PA-_ (interna de Piper): ← P-2 - P-4 - PA-6/PWA-6 - PA-7/PWA-1 - PA-8/PWA-8 - PA-11 - PA-12 →